# 杨拯美
杨拯美（1932年2月—2018年1月6日），女，陕西蒲城人，中华人民共和国政治人物。。

## 生平
1948年3月，在西安参加新民主主义青年团。1949年8月调中央团校学习。1950年5月任青年团西北工作委员会干事。1953年，加入中国共产党。1954年考入中国人民大学工业经济系学习。
1958年毕业后赴甘肃工作，1959年后历任甘肃省经济委员会、省统计局、团省委、省轻工业厅干事、副处长、副部长、处长、副厅长等职，1985年后任甘肃省政协常委、副秘书长兼办公厅主任，中国科学院兰州大气物理研究所党委书记。1996年11月任甘肃省政协民族宗教和三胞联络委员会主任。2003年12月离职休养。
2018年1月6日因病在西安逝世，享年86岁。

## 社会兼职
第六届全国人大代表，第八届、九届全国政协委员，第七届甘肃省政协常委。

## 家庭
父亲杨虎城。妹妹杨拯英。